# Парень и велосипед
«Па́рень и велосипе́д», «Ма́льчик и велосипе́д» (англ. Boy and Bicycle) — чёрно-белый короткометражный фильм-дебют британского режиссёра Ридли Скотта. Был снят в начале 1960-х годов в период, когда он учился в лондонском Королевском колледже искусств. Был полностью закончен в 1965 году, после получения гранта на переозвучку от Британского института кино. Отмеченный литературными и кинематографическими влияниями, фильм примечателен тем, что в нём содержится ряд стилистических элементов, которые станут характерными для последующего творчества британского мастера.

## Сюжет
«Парень и велосипед» повествует об одном дне шестнадцатилетнего подростка Тони, жителя английского приморского городка. Фильм начинается с кадра, снятого ручной камерой с точки зрения героя, когда он просыпается и осматривает свою комнату, разбуженный шумом улицы, будильником, голосами отца и нелюбимой мачехи. Он обдумывает предстоящий день и решает не идти в школу, а посвятить его своему любимому занятию — езде на велосипеде по улицам городка. Во время прогулки Тони посещает многие места, впечатления от которых переданы в его размышлениях, представленными голосом за кадром в виде потока сознания. На пляже он вспоминает о счастливых днях с матерью, дедушкой и бабушкой, а также нелестно отзывается о своей мачехе, заставляющей его обращаться к ней «мамочка». Вечером застигнутый грозой парень хватает свой велосипед и едет на нём вдаль по обмелевшему берегу моря.

## История создания

### Предыстория
С 1947 года по 1952 год Ридли Скотт жил с семьёй в Германии, где его отец проходил военную службу. После этого Скотты вернулись в Англию, в приморский городок Стоктон-он-Тис, расположенный в северо-восточном графстве Дарем. Здесь отец вновь занялся судоходным бизнесом, который ранее покинул в связи с событиями Второй мировой войны. Впечатления полученные во время жительства в этом суровом, индустриальном районе отразились на характере творчества будущего режиссёра. В подростковом возрасте Ридли увлёкся рисованием и фотографией; он довольно рано понял, что его влекло к «мрачным, довольно меланхоличным темам». Среди соседей именно в их семье первым появился телевизор, а мать привила детям любовь к кино. Скотты каждую субботу ходили в кинотеатр, где познакомились с голливудскими фильмами; некоторые из них произвели на Ридли большое впечатление, в частности, вестерны.

### Создание
В 1958 году Ридли с отличием окончил Колледж искусств Вест-Хартлпул (West Hartlepool College of Art) в Мидлсбро и, после некоторых сомнений, поступил в лондонский Королевский колледж искусств, где сумел получить стипендию и стал учиться на графического дизайнера. В учебном заведении ещё не было кинематографического отделения, но в одной из кладовок ему посчастливилось найти ручную 16-миллиметровую камеру Bolex и инструкцию к ней. Неприхотливая швейцарская камера широко использовалась в документальном и независимом кинематографе. Эта находка сподвигла Скотта написать сценарий фильма, ставший первым в его длительной карьере.

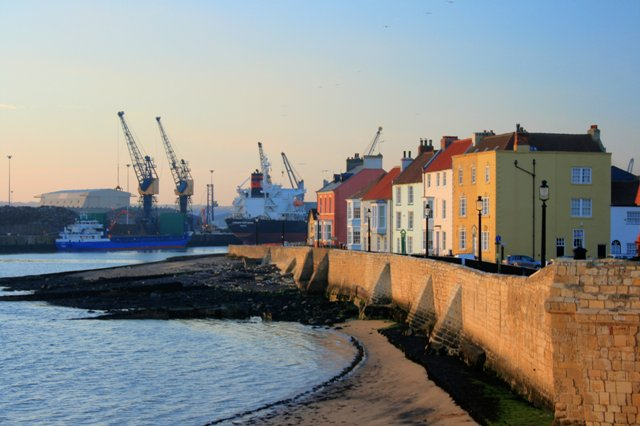
Портовый Хартлпул послужил одним из мест съёмки фильма

Ридли выступил в качестве сценариста, режиссёра, оператора, выполнил подробную раскадровку (последнее стало его прерогативой и в дальнейшем), а на роль героя-рассказчика вынужден был позвать своего младшего брата Тони Скотта, впоследствии успешного режиссёра. Такой выбор был обусловлен ограниченностью бюджета короткометражки: по одним данным он составил 60, а по другим — 65 фунтов. Фильм снимался в 1961 году на протяжении шести недель в портовых городах Редкар и Хартлпул, расположенных недалеко от дома Скотта, что опять же объяснялось стремлением сэкономить. Тони вспоминал, что в период создания короткометражки выкурил много сигарет марки Woodbine: «крепких, как сажа» и в его «голове прогремел гонг». После монтажа получился 27-минутный фильм, который был представлен преподавателям и одноклассникам. В 1964 году, после того как Скотт получил грант на переозвучку в размере 250 фунтов от Британского института кино, он вернулся к работе над своим дебютом. Режиссёру удалось уговорить композитора Джона Барри записать новую версию его саундтрека «Вперёд, христианские космонавты» (Onward Christian Spacemen), ранее использованную в английском телесериале «Человеческие джунгли» (The Human Jungle; 1963—1965). Запись музыкального сопровождения прошла в лондонской студии с профессиональным оркестром и при личном участии композитора, чем Ридли был очень доволен. Позже режиссёр объясняя свой замысел говорил, что это был фильм о «детях, растущих в индустриальном, но всё же романтическом окружении города на северо-восточном побережье Англии».

## Художественные особенности
По наблюдению Иэна Нейтана, биографа Ридли Скотта, короткометражный фильм отмечен явным влиянием романа Джеймса Джойса «Улисс» (1918—1920). Кроме того, начинающий режиссёр стремился передать «бессознательные переживания своих юных лет, и в свободном сюрреализме фильма лежит краеугольный камень всего грядущего». Таким образом в этой ранней работе содержатся элементы стилистики более позднего творчества Скотта. По мнению биографа, в ленте «Парень и велосипед» до некоторой степени отразилась рецепция визуальных эффектов из дзидайгэки «Трон в крови» Акиры Куросавы и строгая, реалистическая манера британской новой волны.
Нейтан описывал свои впечатления от дебюта Скотта следующим образом: «Через искренние лирические образы, сопровождаемые внутренним монологом, который представляет собой поток сознания, мы наблюдаем за днём парня, который прогуливает школу, колеся по городу на велосипеде и размышляя о жизни». Сам же британский мастер посмеиваясь говорил, что надолго опередил автобиографический фильм «Четыреста ударов» (1959) Франсуа Трюффо, одного из лидеров французской новой волны. Дэвид Моррисон (David Morrison) также останавливался на модернисткой технике потока сознания, восходящей к Джойсу, а также указывал со ссылкой на Скотта, что «жуткая пустынность пляжа» является данью уважения философской драме Ингмара Бергмана «Седьмая печать» (1956). Российский киновед Сергей Кудрявцев писал, что художественные вкусы начинающего режиссёра формировались под некоторым влиянием английского «свободного кино» и «кинематографа рассерженных», в которых прослеживается установка на «документальную манеру и социально-критический пафос…».

## Последующие события
После окончания с отличием колледжа Ридли Скотт получил стипендию в США, где стажировался в нью-йоркском рекламном агентстве Drew Associates, а также менее года работал в монтажной группе ведущих американских режиссёров-документалистов. В 1962 году, после путешествия по США, он вернулся в Англию, где стал работать дизайнером в корпорации BBC, через несколько лет добившись, чтобы его взяли в качестве режиссёра эпизодов, снимавшихся там телесериалов.
Скотт оставил Би-би-си в 1968 году и занялся производством, в основанной в 1965 году собственной рекламной компании Ridley Scott Associates, где работали Алан Паркер, Хью Хадсон и его брат Тони. В целом за свою карьеру Ридли Скотт снял более 2 тысяч рекламных роликов, отмеченных множеством призов. В 1973 году он обратился к своему дебюту, сняв рекламный ролик «Мальчик на велосипеде» (Boy on the Bike) для английского производителя хлебобулочных изделий Hovis Bread. Он признаётся одной из лучших, знаковых рекламных работ британского телевидения и самым известным роликом режиссёра. В рекламе, как и в его премьерном фильме, также представлены улочки провинциального английского городка и мальчик движущийся на велосипеде. В начале 1970-х годов Ридли хотел снять несколько полнометражных фильмов, но довести дело до конца ему удалось только с костюмной драмой «Дуэлянты», вышедшей на экраны в 1977 году, то есть только через пятнадцать лет после того как он снял свой первый фильм. Это открыло ему двери в большое кино, сделав одним из самых известных английских режиссёров современности. Ранние фильмы — «Парень и велосипед» и «Дуэлянты» — часто выпускаются на одном DVD. В 1991 году на экраны вышел «феминистский» роуд-муви «Тельма и Луиза», где, по мнению критики, затрагиваются темы поднятые в фильме 1965 года: стремление к свободе, освобождению от «условностей». В 2018 году Скотт получил британскую почётную премию BAFTA Academy Fellowship Award во время вручения которой был показан ролик с нарезкой кадров из его 26 фильмов, включая первый — «Парень и велосипед».